# Академия имени Сибелиуса
Академия имени Сибелиуса (фин. Sibelius-Akatemia швед. Sibelius-Akademin) — высшее музыкальное учебное заведение в Хельсинки, главный музыкальный вуз Финляндии и один из крупнейших вузов Европы.
29 марта 2012 года решением Госсовета Финляндии включена в состав новоучреждённого Университета искусств.
В 2014 году удостоена высшей награды американского фонда American-Scandinavian Foundation

## История
Академия основана в 1882 году, как Гельсингфорский музыкальный институт (швед. Helsingfors musikinstitut) и переименована в Академию имени Сибелиуса в 1939 году, получив имя прославленного финского музыканта Яна Сибелиуса (обучался в Академии в 1885—1889).
В 1980 году Академии присвоен статус высшего профессионального учебного заведения Финляндии, а в 1998 году — статус университета.
В 1983 году был филиал Академии в Куопио.
Академия является учредителем международного конкурса скрипачей, проходящего в Хельсинки раз в пять лет.

## Концертный зал
Концертный зал Академии имени Сибелиуса был построен по проекту архитектора Эйно Форсмана. Строительство было закончено в 1930 году. Считается одним из лучших концертных залов Хельсинки.

## Преподаватели
Среди преподавателей: профессора Кайя Саарикетту, Лейф Сегерстам, Лахья Линко, Лийса Линко-Малмио.

## Выпускники
См. также Выпускники Академии имени Сибелиуса